# Come Sunday (film)
Come Sunday is een Amerikaanse film uit 2018, geregisseerd door Joshua Marston en gebaseerd op waargebeurde feiten.

## Verhaal
Elke zondag predikt dominee Carlton Pearson het fundamentalistisch evangelie voor meer dan vijfduizend volgelingen in de Higher Dimensions Family Church, een van de grootste kerken in Tulsa (Oklahoma). Hij is een briljant redenaar en een televisiegastheer met miljoenen volgers, dit tot trots en vreugde van zijn geestelijke vader Oral Roberts. Maar door de zelfmoord van een oom en de rapporten over de genocide in Rwanda komt Pearson in een geloofscrisis terecht. Op een dag predikt hij dat de hel niet bestaat en dat God van de gehele mensheid houdt, gelovig of niet, zondaars of niet, tot grote verontwaardiging van zijn volgelingen. Als reactie op deze ketterse ideeën wordt hij uit zijn kerk verbannen.

## Rolverdeling
| Acteur            | Personage       |
| ----------------- | --------------- |
| Chiwetel Ejiofor  | Carlton Pearson |
| Danny Glover      | Quincy Pearson  |
| Condola Rashad    | Gina Pearson    |
| Jason Segel       | Henry           |
| Lakeith Stanfield | Reggie          |
| Martin Sheen      | Oral Roberts    |

## Release
Come Sunday ging op 21 januari 2018 in première op het Sundance Film Festival.